# 列石

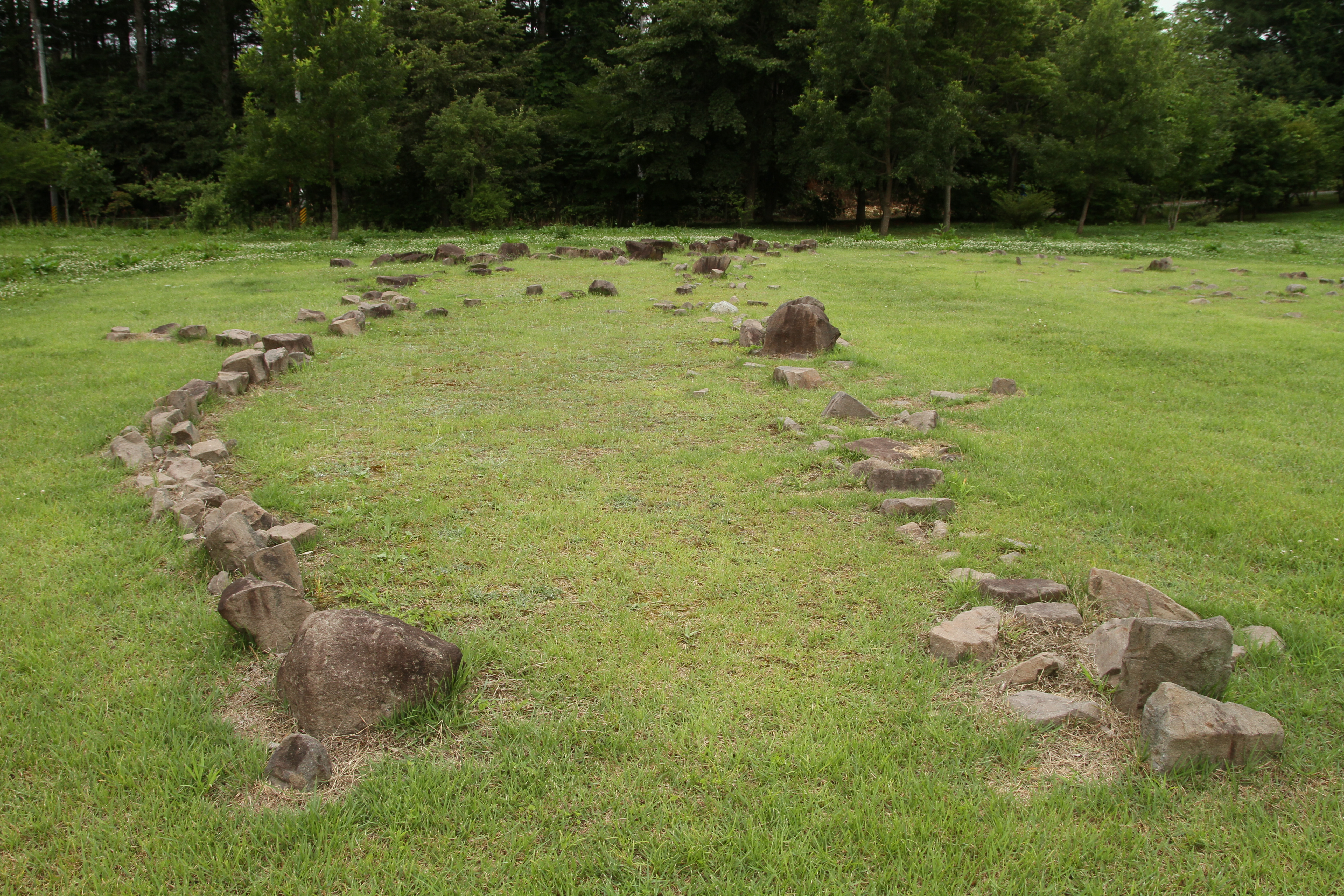
岩手県滝沢市の湯舟沢環状列石にみられる列石

福岡県飯塚市の鹿毛馬神籠石にみられる列石

列石（れっせき）とは、考古学における配石遺構の一種で、加工した切石や、表面の滑らかな河原石（自然石）を並べたり、組んだりして列状に配置したもの。

## 概要
列石の形態には様々なものがあり、その性格も多岐にわたると考えられている。
日本では縄文時代の中期から晩期の遺跡で多く見られる。列石のうち、石が円形（環状）に巡るものを特に環状列石（ストーンサークル）と呼ぶ。環状列石をともなう著名な遺跡には、秋田県鹿角市の大湯環状列石や同県北秋田市の伊勢堂岱遺跡、青森県青森市の小牧野遺跡、岩手県滝沢市の湯舟沢環状列石などがある。いずれも縄文時代後期の遺跡である。
また鹿毛馬神籠石（福岡県飯塚市）など、九州から瀬戸内海沿岸部に分布する飛鳥時代の古代山城（神籠石）に見られる石列状遺構（土塁の根石）などにも「列石」の語が使われる。